# 伊藤清隆
伊藤 清隆（いとう きよたか、1963年11月21日 - ）は、日本の実業家。

## 経歴
- スポーツサービスを提供するソーシャルビジネス企業であるリーフラス株式会社の創業者（現代表取締役社長）。子供向けスポーツスクールでは、売上高・会員数・店舗数・部活動受託累計件数が日本最大の組織体を作り上げた。 [2][3][4]
- スポーツ指導にありがちな体罰や暴言を否定[5]、「スポーツ根性主義」を排除し、人間力・非認知能力の向上をはかる指導の重要性と運動部活動改革を提唱。[6]
- スポーツにより社会課題を解決するソーシャルビジネスを実践する社会企業家。[7][8]

## テレビ出演
- 日経スペシャル カンブリア宮殿 パパ・ママ必見... 現代っ子に"スポーツ"の楽しさを！ ～ニッポンを健康にするベンチャー企業～（2016年4月14日、テレビ東京）[9]

## 著書
- 『百パーセント正社員主義』（2010年4月16日、長崎出版）ISBN 9784860953966